# قوشا قشلاق رضالي بيغ (قشلاق الشرقي)
قوشا قشلاق رضالي بیغ (بالفارسية: قوشا قشلاق رضالی‌بیگ) هي منطقة سكنية تقع في إيران في أردبيل. يقدر عدد سكانها بـ 21 نسمة .